# Oikos (ecologisch tijdschrift)
Oikos is een wetenschappelijk tijdschrift dat zich richt op ecologisch onderzoek. Het wordt uitgebracht door Wiley-Blackwell voor de Nordic Society Oikos (de Noord- Europese organisatie voor ecologisch onderzoek). 
In 1949 werd het tijdschrift opgericht als Oikos: Acta Oecologica Scandinavica, samen met de Nordic Society Oikos, om te kunnen voldoen aan de groeiende aandacht voor ecologie. Daarbij stond, anders dan bij veel andere ecologische tijdschriften, niet een bepaalde soortgroep (zoals vogels of hogere planten) centraal. Na 1970 kwam de nadruk meer te liggen op theoretische en synthetische vraagstukken in de ecologie. 

## Hoofdredacteuren
- 1949–1965: Christian Overgaard Nielsen (Kopenhagen)
- 1965–1989: Per Brinck (Universiteit van Lund)
- 1989–2004: Nils Malmer (Lund)
- 2004–2010: Per Lundberg (Lund)
- 2010–2011: Tim Benton (Universiteit van Leeds)
- 2011-heden: Dries Bonte (Universiteit Gent).

## Per Brinck Oikos Award
De Per Brinck Oikos Award wordt sinds 2007 jaarlijks uitgereikt aan een ecoloog. Tot de winnaars behoorden:
- 2010: Hanna Kokko
- 2011: Michel Loreu
- 2012: Tim Coulson
- 2013: Sharon Strauss (Universiteit van Californië)
- 2014: Robert D. Holt (Universiteit van Florida)